# Joan Nin i Romeu
Joan Nin i Romeu (Calafell, Baix Penedès, 17 de juny de 1922 - Calafell, 15 de febrer de 1998) va ser un poeta català. Fill d'una família de pagesos, tota la seva vida va estar guiada per la seva afició al conreu de la poesia, que el portà a col·laborar amb diverses revistes locals i provincials com Retruc i Unión i a l'emissora Calafell Ràdio. Al llarg de la seva vida literària se li van concedir nombrosos premis a Calafell (Premi Salvador Espriu), Vilanova i la Geltrú (Setmana del Mar), Reus i Ulldemolins. Va fer col·laboracions habituals en mitjans de comunicació i en revistes científiques i culturals.
Va fer altres activitats professionals durant la seva vida: pagès, empleat d'una cooperativa agrícola i administratiu. L'any 1982 l'Ajuntament de Calafell va publicar-li una antologia de poemes i proses amb el títol De tot. Recull de poesies i proses.
Va morir a l'edat de 76 anys degut a problemes pulmonars que ja tenia al néixer. L'any 2003 se li va fer un homenatge pòstum, durant l'entrega dels premis de poesia Salvador Espriu de Calafell.

## Llibres publicats
- De tot: recull de poesies i proses. Barcelona: Bisani, 1982[1]
- Fins aquí. Tarragona: El Mèdol, 1999[1]